# Eurico Júnior
 Eurico Pinheiro Bernardes Júnior  (Vassouras, 18 de janeiro de 1959), mais conhecido como Eurico Júnior, é um político brasileiro. Atualmente exerce o mandato de deputado estadual do Rio de Janeiro pelo PV. É pai do atual prefeito de Paty do Alferes, Juninho Bernardes. 

## Biografia
Eurico foi prefeito de Paty do Alferes por dois mandatos, de 1989 a 1992 e de 1997 a 2000, foi também prefeito e vereador de Vassouras, de 1982 a 1988 e 2005 a 2008 e deputado federal de 2013 a 2015. 
Nas eleições de 2018, Eurico concorreu ao cargo de deputado estadual pelo PV, mais não foi eleito.  Em 5 de outubro de 2020, assumiu o cargo de deputado estadual após a morte de João Peixoto, vítima da COVID-19.
Em 10 de novembro de 2022, o mandato de deputado foi cassado por improbidade administrativa enquanto era prefeito de Vassouras, no estado do Rio de Janeiro, de 2005 a 2008. A cassação foi determinada pela Assembleia Legislativa do Rio de Janeiro após não realizar uma obra.